# One More Drama
「One More Drama」（ワン・モア・ドラマ）は、日本のポップ歌手黒木メイサの楽曲である。彼女の4枚目のシングルとして2011年4月13日にgr8!recordsから発売された。この歌はカミカオル、JUNEによって書かれ、Jeff Miyaharaによってプロデュースされた。エレクトロを下地にフラメンコ音楽、R&Bの要素を含む。
「One More Drama」は批評家から肯定的な評価を受けた。久保茂昭が監督を務めたミュージック・ビデオでは黒木が青いボディースーツに身を包み、ダンスを披露している。

## 背景
本作は、過去に黒木の「Bad Girl」「LOL!」を手がけたJUNEが作曲を担当した。2010年10月にハイビジョン番組『黒木メイサ スペイン フラメンコ 魂の踊りと出会う旅』でスペインにフラメンコを習いに行った黒木は、帰国後すぐにJUNEに「フラメンコギターっぽいものを使ってほしい」とリクエストした。

## 構成
曲はフラメンコ音楽、R&B、エレクトロの要素を含む。歌詞は「ちょっとした予想外のことが生活の中であると嬉しい」という内容である。

## 批評
『hotexpress』の菅野雄貴は、“エレクトロフラメンコをテーマに様々なジャンルが響き合う迫力のダンスチューン”と評し、「超攻撃的なリリックと共に、美しくもエモーショナルなボーカルによって激しく心を揺さぶられるだけでなく、耳元で囁くような吐息混じりのセクシーボイスでリスナーを感じさせながら、魅惑の世界へと連れ込んでいく。」とコメントした。『WHAT's IN』の大野貴史は、“鋭利で情熱的なダンス・チューン”と評し、「セクシーかつパワフルなボーカルで“いつも欲しいのビッグサプライズ”とつねにもの足りなさを感じている女の子の気持ちをナスティに表現する」とコメントした。『エキサイトミュージック』は、「情熱的なフラメンコと肉感的なベースサウンド、そしてメタリックなシンセ音のブレンド具合」がこの曲のポイントであると批評した。

## チャート成績
2011年4月12日付けの日本レコード協会による着うたフルのダウンロード数を集計したRIAJ有料音楽配信チャートで初登場20位。

## ミュージック・ビデオ

### 制作の背景
ビデオは久保茂昭が監督を務めた。黒木初のフルスタジオ・アルバム『MAGAZINE』のブックレットで、「One More Drama」の作詞を担当したカミカオルが、黒木の印象について「動物感とサイボーグ感の両方がある、生なのか固いのか、どっちなんだ?」とコメントした。黒木はこの言葉に強い印象を受け、そういったビデオを制作する事にしたという。ビデオは2011年4月1日にオフィシャルサイトで公開された。

## 収録曲
| #         | タイトル                              | 作詞       | 作曲                       | リミキサー | 時間  |
| --------- | ------------------------------------- | ---------- | -------------------------- | ---------- | ----- |
| 1.        | 「One More Drama」                    | カミカオル | JUNE                       |            | 4:00  |
| 2.        | 「Go Ahead」                          | 白井裕紀   | ZETTON、ダレン・マーティン |            | 4:00  |
| 3.        | 「LOL!」(ARAP REMIX remixed by dee.c) | カミ       | JUNE                       | dee.c      | 4:11  |
| 4.        | 「One More Drama」(instrumental)      | カミ       | JUNE                       |            | 3:58  |
| 合計時間: | 合計時間:                             | 合計時間:  | 合計時間:                  | 合計時間:  | 16:10 |

| #  | タイトル                             | 作詞 | 作曲・編曲 | 監督     |
| -- | ------------------------------------ | ---- | ---------- | -------- |
| 1. | 「One More Drama」(Music Video)      |      |            | 久保茂昭 |
| 2. | 「SPECIAL MAKING OF One More Drama」 |      |            |          |

## チャート
| チャート（2011年）       | 最高 順位 |
| ------------------------ | --------- |
| RIAJ有料音楽配信チャート | 20        |